# Episteira mouliniei
Episteira mouliniei is een vlinder uit de familie spanners (Geometridae). De wetenschappelijke naam van deze soort is voor het eerst geldig gepubliceerd in 1971 door Legrand.
De soort komt voor in tropisch Afrika.